# André Roosevelt
Cornelius Louis André Roosevelt (auch Albert Roosevelt; * 24. April 1879 in Paris; † 21. Juli 1962 in Port-au-Prince) war ein französisch-US-amerikanischer Rugbyspieler und Filmemacher. Er war der Sohn von Cornelius Roosevelt (1847–1902), einem Cousin des späteren US-Präsidenten Theodore Roosevelt.

## Sportliche Laufbahn
Roosevelt spielte im Rugby auf der Position des dritten Linienflügels. Er nahm bei den Olympischen Sommerspielen 1900 mit der Union des sociétés françaises de sports athlétiques am Rugbyturnier teil. Das Team setzte sich mit 27:17 gegen den Fußballclub Frankfurt, der das Deutsche Reich repräsentierte, und mit 27:8 gegen die Moseley Wanderers, die für Großbritannien antraten, klar durch und gewann die Goldmedaille.
Auf Vereinsebene spielte Roosevelt für den Racing Club de France aus Paris. Mit diesem Klub gewann er die Französische Rugby-Union-Meisterschaft 1899/1900.

## Späteres Leben
Roosevelt reiste 1924 nach Bali, wo er versuchte, den Tourismusmarkt zu erschließen und gleichzeitig die kulturelle Integrität Balis zu bewahren. In den Jahren 1928 und 1929 drehte er gemeinsam mit seinem belgischen Schwiegersohn Armand Denis und Walter Spies den Film Goona-Goona, An Authentic Melodrama (auch The Kris genannt). Der Film kam 1930 in den USA in die Kinos. Bekannt wurde Roosevelt auch durch seinen Film Jenseits der Karibik (Beyond the Caribbean) von 1938.